# 톨레도역
톨레도 (Toledo) 역은 이탈리아 나폴리 지하철 1호선의 역이다. 나폴리 시내 산주세페 구역에 위치해 있으며 2012년 4월 12일에 문을 열었다. 영국의 《데일리 텔레그래프》는 톨레도 역을 두고 유럽에서 가장 아름다운 역으로 선정하기도 했으며 CNN에서도 가장 아름다운 역으로 소개하기도 했다.
2013년에는 에미레이트 리프 인터내셔널 어워드 '올해의 공공건축' 부문을 수상하였다. 2015년에는 시드니와 예루살렘의 건축물과 공동으로 국제터널협회상을 수상하기도 하였다.

## 상세
스페인의 건축가 오스카르 투스케츠가 설계하였다. 나폴리의 카리타 구와 스파뇰리 콰르티에리 일대, 그리고 카리타 광장 부근 지역의 지하철 수요를 담당하고 있다. 출입구는 총 세 곳이 있는데 하나는 톨레도 가 (플레비시토 광장과 카리타 광장 방향으로 계단 두 개가 나 있음)에, 다른 하나는 디아즈 가 (에스컬레이터와 엘리베이터도 설치)에, 마지막 하나는 몬테칼바리오 광장에 있다. 몬테칼바리오 쪽 출입구는 170m의 통행로로 연결되며 2013년 2월 18일에 완공되었다.
원안보다 늦게 개통된 역으로, 공사 과정에서 지하수층이 발견되어 수송 문제가 생기면서 원래 계획을 따르는 데 어려움을 겪어 개통일도 늦어지게 되었다. 이 지하수는 결국 '예술역 프로젝트'로 기획된 층에 설치될 작품의 부수 요소로 쓰는 선에서 마무리지었다.
2012년 4월 12일 루이지 데 마지스트리스 나폴리 시장과 레지온 스테파노 칼도로 캄파니아 주지사, 그리고 여타 인사들이 모인 가은데 톨레도 역이 정식 완공되었다. 실제 운영은 6월 말에 들어갈 예정이었으나 기재 공급에 차질을 빚으면서 2012년 9월 17일에야 정상 운영에 들어갔다.

## 유적
지하철역 굴착 공사 과정에서 유적이 발견되었는데 15세기 말~16세기 초에 지어진 것으로 추정되는 아라곤 성의 잔해였다. 이 성의 성벽은 퇴적층이 쌓이며 묻혔기 때문에 발견 당시에도 일부가 땅속에 가려져 있었다. 톨레도 거리가 조성될 당시 돈 페드로 공의 명령으로 성벽 공사를 진행하는 과정에서 쌓여진 기반이었으며, 고대 로마 시대에 만들어진 투파 벽돌도 발견되었는데 이쪽은 2세기경에 지어진 목욕장의 잔해인 것으로 추측됐다.

## 시설
이 역에는 다음과 같은 시설이 있다.
- 매표기

## 환승
- 트롤리버스 정류장
- 버스 정류장

## 같이 보기
- 지하철 목록